# Elmagölü, Ceyhan
Elmagölü là một xã thuộc huyện Ceyhan, tỉnh Adana, Thổ Nhĩ Kỳ. Dân số thời điểm năm 2009 là 344 người.